# Eliminatórias da Copa do Mundo FIFA de 2022
As eliminatórias da Copa do Mundo FIFA de 2022 consistiam em uma série de torneios organizados pelas seis confederações afiliadas à Federação Internacional de Futebol (FIFA) para definir 31 vagas para a competição máxima do futebol. As disputas começaram em 6 de junho de 2019 e encerraram em 14 de junho de 2022.

## Distribuição das vagas por continente
| Confederação | Vagas diretas | Vagas na repescagem |
| ------------ | ------------- | ------------------- |
| AFC          | 4 (+1)        | 1                   |
| CAF          | 5             | 0                   |
| CONCACAF     | 3             | 1                   |
| CONMEBOL     | 4             | 1                   |
| OFC          | 0             | 1                   |
| UEFA         | 13            | 0                   |
| Total        | 30            | 4                   |

## Seleções classificadas

Seleção classificada para a Copa do Mundo
Seleção eliminada
Seleção não participa ou foi expulsa pela FIFA antes de jogar uma partida
País não-membro da FIFA

| Confederação                             | Seleção        | Conquista da Vaga              | Conquista da Vaga      | Participações | Participações  | Participações | Melhor resultado anterior                     | Posição no Ranking da FIFA |
| Confederação                             | Seleção        | Modo                           | Data                   | Total         | Con-secu-tivas | Última        | Melhor resultado anterior                     | Posição no Ranking da FIFA |
| ---------------------------------------- | -------------- | ------------------------------ | ---------------------- | ------------- | -------------- | ------------- | --------------------------------------------- | -------------------------- |
| AFC (4 vagas + país-sede + 1 repescagem) | Catar          | País-sede                      | 2 de outubro de 2010   | 1             | 1ª             | –             | Estreante                                     | 51°                        |
| AFC (4 vagas + país-sede + 1 repescagem) | Irã            | Vencedor do grupo A            | 27 de janeiro de 2022  | 6             | 3ª             | 2018          | Fase de grupos (1978, 1998, 2006, 2014, 2018) | 21°                        |
| AFC (4 vagas + país-sede + 1 repescagem) | Coreia do Sul  | 2º colocado do grupo A         | 1 de fevereiro de 2022 | 11            | 10ª            | 2018          | Quarto lugar (2002)                           | 29°                        |
| AFC (4 vagas + país-sede + 1 repescagem) | Arábia Saudita | Vencedor do grupo B            | 24 de março de 2022    | 6             | 2ª             | 2018          | Oitavas de final (1994)                       | 49°                        |
| AFC (4 vagas + país-sede + 1 repescagem) | Japão          | 2º colocado do grupo B         | 24 de março de 2022    | 7             | 7ª             | 2018          | Oitavas de final (2002, 2010, 2018)           | 23°                        |
| AFC (4 vagas + país-sede + 1 repescagem) | Austrália      | Venc. da rep. intercontinental | 13 de junho de 2022    | 6             | 5ª             | 2018          | Oitavas de final (2006)                       | 42°                        |
| CAF (5 vagas)                            | Senegal        | Vencedor do grupo A            | 29 de março de 2022    | 3             | 2ª             | 2018          | Quartas de Final (2002)                       | 20°                        |
| CAF (5 vagas)                            | Camarões       | Vencedor do grupo B            | 29 de março de 2022    | 8             | 1ª             | 2014          | Quartas de Final (1990)                       | 37°                        |
| CAF (5 vagas)                            | Gana           | Vencedor do grupo C            | 29 de março de 2022    | 4             | 1ª             | 2014          | Quartas de final (2010)                       | 60°                        |
| CAF (5 vagas)                            | Marrocos       | Vencedor do grupo D            | 29 de março de 2022    | 6             | 2ª             | 2018          | Oitavas de final (1986)                       | 24°                        |
| CAF (5 vagas)                            | Tunísia        | Vencedor do grupo E            | 29 de março de 2022    | 6             | 2ª             | 2018          | Fase de grupos (1978, 1998, 2002, 2006, 2018) | 35°                        |
| CONCACAF (3 vagas + 1 repescagem)        | Canadá         | Vencedor da terceira fase      | 27 de março de 2022    | 2             | 1ª             | 1986          | Fase de grupos (1986)                         | 38°                        |
| CONCACAF (3 vagas + 1 repescagem)        | México         | 2º colocado da terceira fase   | 30 de março de 2022    | 16            | 8ª             | 2018          | Quartas de final (1970, 1986)                 | 9°                         |
| CONCACAF (3 vagas + 1 repescagem)        | Estados Unidos | 3º colocado da terceira fase   | 30 de março de 2022    | 11            | 1ª             | 2014          | Terceiro lugar (1930)                         | 15°                        |
| CONCACAF (3 vagas + 1 repescagem)        | Costa Rica     | Venc. da rep. intercontinental | 14 de junho de 2022    | 6             | 3ª             | 2018          | Quartas de final (2014)                       | 31°                        |
| CONMEBOL (4 vagas)                       | Brasil         | 1º colocado da fase única      | 11 de novembro de 2021 | 22            | 22ª            | 2018          | Campeão (1958, 1962, 1970, 1994, 2002)        | 1°                         |
| CONMEBOL (4 vagas)                       | Argentina      | 2º colocado da fase única      | 16 de novembro de 2021 | 18            | 13ª            | 2018          | Campeão (1978, 1986)                          | 4°                         |
| CONMEBOL (4 vagas)                       | Uruguai        | 3º colocado da fase única      | 24 de março de 2022    | 14            | 4ª             | 2018          | Campeão (1930, 1950)                          | 13°                        |
| CONMEBOL (4 vagas)                       | Equador        | 4º colocado da fase única      | 24 de março de 2022    | 4             | 1ª             | 2014          | Oitavas de final (2006)                       | 46°                        |
| UEFA (13 vagas)                          | Sérvia         | Vencedor do grupo A            | 14 de novembro de 2021 | 13            | 2ª             | 2018          | Quarto lugar (1930, 1962)                     | 25°                        |
| UEFA (13 vagas)                          | Espanha        | Vencedor do grupo B            | 14 de novembro de 2021 | 16            | 12ª            | 2018          | Campeão (2010)                                | 7°                         |
| UEFA (13 vagas)                          | Suíça          | Vencedor do grupo C            | 15 de novembro de 2021 | 12            | 5ª             | 2018          | Quartas de final (1934, 1938, 1974)           | 14°                        |
| UEFA (13 vagas)                          | França         | Vencedor do grupo D            | 13 de novembro de 2021 | 16            | 7ª             | 2018          | Campeão (1998, 2018)                          | 3°                         |
| UEFA (13 vagas)                          | Bélgica        | Vencedor do grupo E            | 13 de novembro de 2021 | 13            | 3ª             | 2018          | Terceiro lugar (2018)                         | 2°                         |
| UEFA (13 vagas)                          | Dinamarca      | Vencedor do grupo F            | 12 de outubro de 2021  | 6             | 2ª             | 2018          | Quartas de Final (1998)                       | 11°                        |
| UEFA (13 vagas)                          | Países Baixos  | Vencedor do grupo G            | 16 de novembro de 2021 | 11            | 1ª             | 2014          | Vice-campeão (1974, 1978, 2010)               | 10°                        |
| UEFA (13 vagas)                          | Croácia        | Vencedor do grupo H            | 14 de novembro de 2021 | 6             | 3ª             | 2018          | Vice-campeão (2018)                           | 16°                        |
| UEFA (13 vagas)                          | Inglaterra     | Vencedor do grupo I            | 15 de novembro de 2021 | 16            | 7ª             | 2018          | Campeão (1966)                                | 5°                         |
| UEFA (13 vagas)                          | Alemanha       | Vencedor do grupo J            | 11 de outubro de 2021  | 20            | 17ª            | 2018          | Campeão (1954, 1974, 1990 e 2014)             | 12°                        |
| UEFA (13 vagas)                          | País de Gales  | Vencedor da repescagem A       | 5 de junho de 2022     | 2             | 1ª             | 1958          | Quartas de final (1958)                       | 18°                        |
| UEFA (13 vagas)                          | Polónia        | Vencedor da repescagem B       | 29 de março de 2022    | 9             | 2ª             | 2018          | Terceiro lugar (1974, 1982)                   | 26°                        |
| UEFA (13 vagas)                          | Portugal       | Vencedor da repescagem C       | 29 de março de 2022    | 8             | 6ª             | 2018          | Terceiro lugar (1966)                         | 8°                         |

## Eliminatórias

### AFC (Ásia)
As duas primeiras rodadas também servirão como eliminatórias para a Copa da Ásia de 2023. Assim sendo, o Catar (sede da Copa do Mundo de 2022) irá participar destas duas primeiras rodadas.
A estrutura da qualificação será a seguinte:
- Primeira fase: Um total de 12 equipes (ranqueadas de 35-46 no Ranking da FIFA) jogaram em casa e fora contra suas respectivas equipes.
- Segunda fase: Um total de 40 equipes (ranqueadas de 1-34 no Ranking da FIFA e os seis vencedores da primeira fase) serão divididos em oito grupos de cinco seleções cada, onde as seleções se enfrentam em casa e fora. As oito primeiras colocadas, mais os quatro melhores segundos colocados, avançam para a terceira fase de qualificação, e também se classificam para a Copa da Ásia de 2023.
- Terceira fase: As 12 equipes que avançaram vindas da segunda fase serão divididas em dois grupos com seis seleções cada, onde as seleções se enfrentam em casa e fora. As duas primeiras colocadas de cada grupo se classificam para a Copa do Mundo FIFA de 2022, com os terceiros colocados de cada grupo se enfrentando por uma vaga na repescagem.

#### Processo classificatório

##### Primeira fase
O sorteio para a primeira fase ocorreu em 17 de abril de 2019.
| Equipe 1 | Total | Equipe 2    | 1.º jogo | 2.º jogo |
| -------- | ----- | ----------- | -------- | -------- |
| Mongólia | 3–2   | Brunei      | 2–0      | 1–2      |
| Macau    | 1–3   | Sri Lanka   | 1–0      | 0–3      |
| Laos     | 0–1   | Bangladesh  | 0–1      | 0–0      |
| Malásia  | 12–2  | Timor-Leste | 7–1      | 5–1      |
| Camboja  | 4–1   | Paquistão   | 2–0      | 2–1      |
| Butão    | 1–5   | Guam        | 1–0      | 0–5      |

##### Segunda fase
O sorteio para esta fase foi realizado em 17 de julho de 2019 na sede da AFC em Kuala Lumpur, na Malásia.
|  | Seleções classificadas à terceira fase e a Copa da Ásia                                    |
|  | Seleções classificadas à terceira fase e a Copa da Ásia                                    |
|  | Seleções classificadas à terceira rodada das eliminatórias para a Copa da Ásia             |
|  | Seleções classificadas à terceira rodada ou play-off das eliminatórias para a Copa da Ásia |
|  | Seleções classificadas ao play-off das eliminatórias para a Copa da Ásia                   |